# دوباره برقص
«رقص دوباره» نام تک‌آهنگی از خوانندهٔ پاپ آمریکایی «جنیفر لوپز» است که به همراهی پیتبول در ۳ آوریل ۲۰۱۲ توسط اپیک رکوردز
منتشر شد. سبک این آهنگ دنس پاپ است و ترانه سراهای ان آهنگ رد وان،انریکه ایگلسیاس، بیلال چف، ای-جی جونیور و آرماندو پرز است.
تهیه کنندگان این آهنگ رد وان، کاک هارل است و این آهنگ متعلق به نهمین آلبوم جنیفر لوپز است.